# یوتی‌سی ۱۳:۰۰+

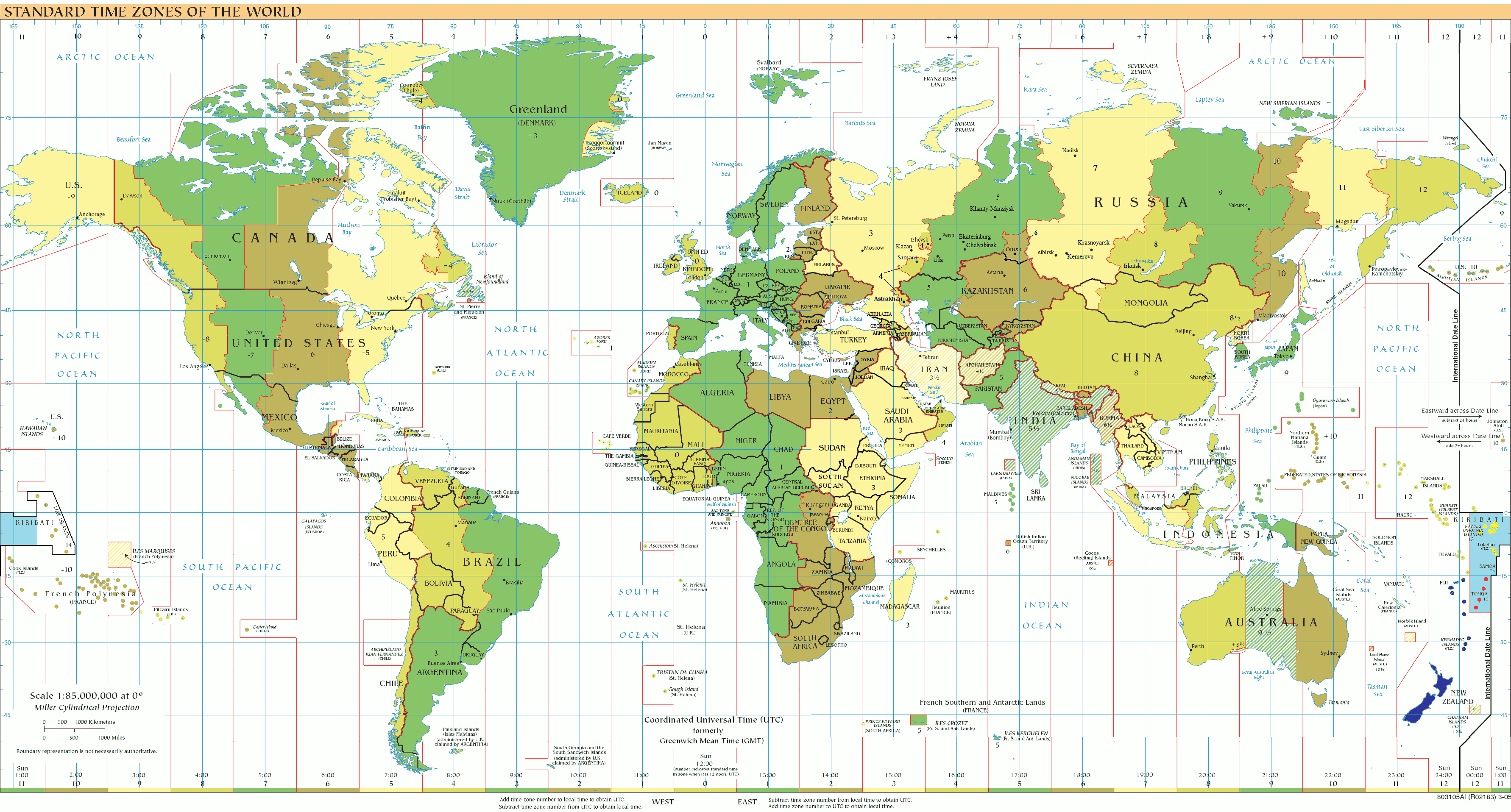
UTC+13: آبی (دسامبر), نارنجی (ژوئن), زرد (تمام سال), آبی روشن – محدوده دریا

هم‌اکنون زمان‌بندی گرینویچ به علاوه۱۳:۰۰+ (به انگلیسی: UTC+13:00) برای اندازه‌گیری زمان کاربرد دارد.
این منطقه زمانی به عنوان زمان استاندارد در (تمام سال) استفاده می‌شود:
- کیریباتی
  - جزایر فونیسک (فقط جزیره کانتون دارای سکنه است) (زمان جزیره فونیسک)
- تونگا

## وقت تابستانی نیمکره جنوبی
- نیوزیلند
- فیجی